# Konstantin (Russland)

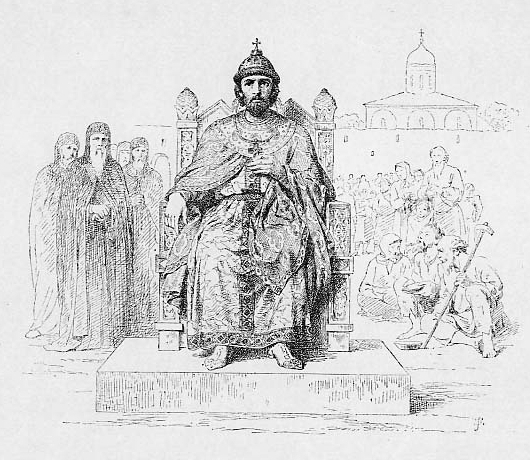
Zeichnung von Konstantin (1890) von Wassili Petrowitsch Wereschtschagin (1835–1909)

Konstantin Wsewolodowitsch (russisch Константин Всеволодович; * 1185; † 2. Februar 1218) war ab 1212 Großfürst von Wladimir aus dem Geschlecht der Rurikiden, ältester Sohn Wsewolod Jurjewitschs.
Über Konstantins Herrschaft ist wenig bekannt. Sein Vater Wsewolod Jurjewitsch hatte 1211 kurz vor seinem Tod eine Versammlung aus Adligen, Geistlichkeit und Stadtbürgern einberufen, von der er sich eine Durchbrechung des Senioratsprinzips absegnen lassen wollte: Nicht der älteste Sohn Konstantin, sondern der jüngere Jurij sollte seine Nachfolge antreten. Dies gelang allerdings nicht. Nach Wsewolods Tod konnte zunächst Konstantin die Macht an sich reißen. Juri musste fliehen. Erst nach Konstantins Tod 1218 konnte er die Herrschaft antreten.